# Mijhaiți, Liubeșiv
Mijhaiți (în ucraineană Міжгайці) este un sat în comuna Zaliznîțea din raionul Liubeșiv, regiunea Volînia, Ucraina.

## Demografie
Componența lingvistică a localității Mijhaiți
     Ucraineană (99,75%)
     Alte limbi (0,25%)
Conform recensământului din 2001, majoritatea populației localității Mijhaiți era vorbitoare de ucraineană (99,75%), existând în minoritate și vorbitori de alte limbi.